# توماس دبلن
توماس دبلن (بالإنجليزية: Thomas Dublin)‏ هو مؤرخ أمريكي، ولد في 1 ديسمبر 1946.